# Eufemia d'Ungheria
Eufemia d'Ungheria (anni 1050 – 11 aprile 1111) fu una delle figlie del re Béla I d'Ungheria e di sua moglie, Richeza (o Adelaide) di Polonia.

## Biografia
L'infanzia di Eufemia è avvolta nel mistero, ma è noto che in giovane età fu concessa in sposa al duca Ottone I di Olomouc, il secondogenito del duca di Boemia Bretislao I. La coppia celebrò le nozze prima del 1073.
Alcuni ricercatori ritengono che Eufemia fosse figlia del fratello maggiore di Béla Andrea e di sua moglie Anastasia di Kiev, ipotizzando, a causa della penuria di fonti relative alla sua nascita, che il suo nome fosse in realtà Aledaide. Tuttavia, si tende a ritenere che Eufemia sia nata da un matrimonio tra il re Béla I e Richeza di Polonia, una principessa Piast su cui si conoscono poche informazioni.

### Vedova e ultimi anni
Dopo la morte del marito nel 1087, Vratislao II di Boemia, che era stato incoronato re di Boemia, affidò il principato di Olomouc al proprio discendente e futuro duca, Bořivoj II di Boemia, e bandì Eufemia e i suoi figli. Anziché tornare in Ungheria, Eufemia rimase assieme ai figli e si rifugiò sotto il fratello maggiore del marito, Corrado I di Boemia. Quest'ultimo regnò solo per otto mesi prima di morire, dopodiché il ducato passò in mano al figlio del defunto re, Bretislao II, secondo il criterio dell'anzianità agnatizia. Tuttavia, l'inimicizia con il ramo moravo dei Přemyslidi si acuì con il tempo, specialmente quando il duca Bretislao II nominò il fratellastro Bořivoj II sovrano delle terre morave e fece richiesta a Enrico IV di Franconia, imperatore del Sacro Romano Impero, di riconoscere la successione di Bořivoj in veste di duca boemo. Tale evento scatenò una guerra civile con i figli di Corrado, Ulrico e Liutpoldo di Znojmo, con una pace raggiunta soltanto nel 1092.
Dopo la cessazione delle ostilità, Eufemia e i suoi figli poterono tornare a Olomouc, dove i ragazzi ricevettero la loro eredità ed Eufemia governò in qualità di reggente fino al 1095.
Nel 1099, Borivoj prevalse quando l'imperatore fece redigere uno statuto imperiale e, dopo la morte di Bretislao II nel 1100, Bořivoj prese il potere. Tuttavia, quando l'imperatore fu deposto dal figlio Enrico V, il figlio maggiore di lei, Svatopluk, colse l'occasione per marciare contro Borivoj e reclamare il ducato di Boemia, riuscendo a preservare la sua carica grazie ai suoi buoni rapporti con Enrico V.
Non si sa molto altro su come Eufemia visse i suoi ultimi anni. Morì nel 1111 e fu sepolta accanto al marito nel monastero di Hradisko da loro fondato.

## Discendenza
Eufemia e suo marito ebbero quattro figli: Svatopluk II (1109), Ottone II il Nero (1126), Bretislav e Boleslava. I due figli più giovani scompaiono dai documenti scritti dopo qualche fugace riferimento, ragion per cui si presume che siano morti in giovane età.

## Ascendenza
|                         |                       |                        | Genitori                |  |  | Nonni |  |  | Bisnonni |  |  | Trisnonni          |  |
|                         |                       |                        |                         |  |  |       |  |  | Mihály   |  |  | Taksony d'Ungheria |  |
|                         |                       |                        |                         |  |  |       |  |  | Mihály   |  |  | Taksony d'Ungheria |  |
|                         |                       | …                      |                         |  |  |       |  |  | Mihály   |  |  |                    |  |
| Vazul                   |                       |                        |                         |  |  |       |  |  | Mihály   |  |  |                    |  |
|                         |                       | …                      | …                       |  |  |       |  |  |          |  |  |                    |  |
|                         |                       | …                      | …                       |  |  |       |  |  |          |  |  |                    |  |
|                         |                       | …                      | …                       |  |  |       |  |  |          |  |  |                    |  |
| Béla I d'Ungheria       |                       | …                      |                         |  |  |       |  |  |          |  |  |                    |  |
|                         |                       | …                      | …                       |  |  |       |  |  |          |  |  |                    |  |
|                         |                       | …                      | …                       |  |  |       |  |  |          |  |  |                    |  |
|                         |                       | …                      | …                       |  |  |       |  |  |          |  |  |                    |  |
| …                       |                       | …                      |                         |  |  |       |  |  |          |  |  |                    |  |
|                         |                       | …                      | …                       |  |  |       |  |  |          |  |  |                    |  |
|                         |                       | …                      | …                       |  |  |       |  |  |          |  |  |                    |  |
|                         |                       | …                      | …                       |  |  |       |  |  |          |  |  |                    |  |
| Eufemia d'Ungheria      |                       | …                      |                         |  |  |       |  |  |          |  |  |                    |  |
|                         | Boleslao I di Polonia | Miecislao I di Polonia |                         |  |  |       |  |  |          |  |  |                    |  |
|                         | Boleslao I di Polonia | Miecislao I di Polonia |                         |  |  |       |  |  |          |  |  |                    |  |
|                         | Boleslao I di Polonia | Dubrawka               |                         |  |  |       |  |  |          |  |  |                    |  |
| Miecislao II di Polonia | Boleslao I di Polonia |                        |                         |  |  |       |  |  |          |  |  |                    |  |
|                         |                       | Enmilda                | Drobomir                |  |  |       |  |  |          |  |  |                    |  |
|                         |                       | Enmilda                | Drobomir                |  |  |       |  |  |          |  |  |                    |  |
|                         |                       | Enmilda                | …                       |  |  |       |  |  |          |  |  |                    |  |
| Richeza di Polonia      |                       | Enmilda                |                         |  |  |       |  |  |          |  |  |                    |  |
|                         |                       | Azzo di Lotaringia     | Ermanno I di Lotaringia |  |  |       |  |  |          |  |  |                    |  |
|                         |                       | Azzo di Lotaringia     | Ermanno I di Lotaringia |  |  |       |  |  |          |  |  |                    |  |
|                         |                       | Azzo di Lotaringia     | Eylwig di Dillingen     |  |  |       |  |  |          |  |  |                    |  |
| Richeza di Lotaringia   |                       | Azzo di Lotaringia     |                         |  |  |       |  |  |          |  |  |                    |  |
|                         |                       | Matilde di Germania    | Ottone II di Sassonia   |  |  |       |  |  |          |  |  |                    |  |
|                         |                       | Matilde di Germania    | Ottone II di Sassonia   |  |  |       |  |  |          |  |  |                    |  |
|                         |                       | Matilde di Germania    | Teofano                 |  |  |       |  |  |          |  |  |                    |  |
|                         |                       | Matilde di Germania    |                         |  |  |       |  |  |          |  |  |                    |  |